# Vistra
Vistra ist ein globaler Anbieter von Verwaltungs-, Management- und Immobiliendienstleistungen. Mit insgesamt 3500 Mitarbeitern ist Vistra in 44 Ländern in Amerika, Asien, Europa und dem mittleren Osten vertreten. Die Firmenzentrale befindet sich in Hongkong.

## Geschichte
Die Gründung der Vistra Gruppe, damals noch unter dem Namen OIL („Incorporations and corporate services“), erfolgte 1986. Das Unternehmen konzentriert sich auf Dienstleistungen in den Geschäftsbereichen Alternative Investments, Unternehmensgründung, Privat- und Geschäftskunden (Corporate Services), Internationale Expansion.
Im Bereich Corporate Services zählt Vistra nach eigenen Angaben zu den weltweit größten Unternehmen. Im Bereich Alternative Investments betreut Vistra Anlagevermögen im Wert von über 212 Mrd. US$ (Assets under Administration). Vistra verfügt über ein internationales Netzwerk zu Fondsverwaltungen, Treuhändern, Family Offices und Trusts.
Im September 2017 übernahm Vistra die Geschäftssparte Corporate Services der Deutschen Bank.

## Vistra  Deutschland
Im Oktober 2015 erwarb Vistra die deutschen Orangefield-Gesellschaften, darunter die Orangefield real estate services GmbH im Bereich Property Management sowie die Orangefield Germany GmbH im Bereich Treuhand- und Unternehmensdienstleistungen. Die Vistra Property Management GmbH  wurde 2021 veräußert und firmiert mittlerweile als Valon Property Management GmbH. Im April 2017 erwarb Vistra die Optegra Unternehmensgruppe für Wirtschaftsprüfung, Steuer- und Rechtsberatung.
Damit beschäftigt Vistra in Deutschland 200 Mitarbeiter mit Leistungen im Bereich Immobilien- und alternativen Investments. Diese reichen von der Verwahrstellenfunktion über Cash-Management, aufsichtsrechtliches Reporting, Rechnungslegung, steuerliche und rechtliche Beratung, die Bereitstellung von Back-Office-Funktionen bis hin zum Property Management.
In den Geschäftsbereichen Alternative-Investment-Services, Wirtschaftsprüfung, Steuer- und Rechtsberatung beschäftigt das Unternehmen in Deutschland rund 140 Mitarbeiter in Köln, Hamburg, München und Leipzig.